# شرعب (قبيلة)
شرعب هي قبيلة يمنية حميرية قحطانية عريقة الحسب والنسب  تتواجد في اليمن في محافظة تعز ضمن مديريتي شرعب السلام وشرعب الرونة كما توجد عزلة شرعب في حجه .

## نسب قبيلة شرعب
تُعد قبيلة شرعب من القبائل الحميرية القحطانية القديمة، ويعود نسبها إلى:
شرعب بن سهل بن زيد بن عمرو بن قيس بن معاوية بن جشم بن عبد شمس بن وائل بن الغوث بن جيدان بن قطن بن عريب بن زهير بن أيمن بن الهميسع بن حمير بن سبأ بن يشجب بن يعرب بن قحطان بن هود عليه السلام.

## تاريخ شرعب
تُعد قبيلة شرعب من القبائل الحميرية اليمنية، وتنسب إليها "الرماح الشرعبية" و"السيوف الشرعبية"، وهي أدوات اشتهرت منذ عصور قديمة في جنوب شبه الجزيرة العربية. ويُذكر أن أفرادًا من القبيلة شاركوا في الفتوحات الإسلامية، وكان لبعضهم دور في عهد الدولة الأموية، سواء في القضاء أو في الفروسية. واستقر بعض أبناء شرعب في مناطق مختلفة من اليمن وبلاد الشام قبل الإسلام وبعده، وكان من بينهم شخصيات ذات تأثير ديني وعسكري.

## علماء وصحابة شرعب
- حبان بن زيد الشرعبي : أبا خداش حبان بن زيد الشرعبي روئ عن عبدالله ابن عمر الخطاب وكان احد فرسان الاسلام وذكره بعض الصحابة وكان ثقة ابن حبان المذكور في حديث من طريق حريز بن عثمان أنا أبوخداش ” أنه سمع { رجلا من أصحاب رسول الله صلى الله عليه وسلم يقول : إنه غزا مع رسول الله صلى الله عليه وسلم غزوات فسمعه يقول : المسلمون شركاء في ثلاث الماء والكلأ والنار } ورواه أيضاً حريز بنعثمان عن حبان بن زيد الشرعبي – وهو أبو خداش نفسه.
- عبدالله بن مخمر الشرعبي : كان في عهد معاوية وروى عن أبي الدرداء وعن النبي (صلى الله عليه وسلم) مرسلا وكان قد أدرك الجاهلية روى عنه عبد الرحمن بن أبي عوف الجرشي وعبدالله بن قرط أو قريط وقدم دمشق واستشاره معاوية في قتل حجر بن عدي وأصحابه ذكر في الطبقة الأولى من طبقات خليفة بن خياط من أهل الشام.
-أحمد بن محمد بن سعيد الشهاب الشرعبي اليماني التعزي الشافعي المقريء نزيلا لسميساطية من دمشق إمام عالم مقرئ مفنن أديب بارع لقيه البقاعي وقال أنه ولد باليمن سنة خمس وتسعين تقريباً ومات في يوم الخميس ثاني عشري ذي الحجة سنة سبع وثلاثين بدمشق.
–عامر بن يحيى بن حبيب بن مالك المعافري الشرعبي، من رواة الحديث، قال عنه أبو داود والنسائي: "ثقة"، وذكره ابن حبان في كتابه الثقات. قال ابن يونس: "توفي قبل سنة عشرين ومائة". روى له مسلم حديث فضالة في القلادة، كما روى له الترمذي وابن ماجه حديث البطاقة.
– الفقيه عمر ابن مالك الشرعبي المصري ذكره ابن حجر في تقريب التهذيب.
الشيخ الفقيه أبو محمد الحسن الشرعبي هو أحد أعلام الفقه المنسوبين إلى قبيلة شرعب. يُنسب إلى شرعب بن سهل بن زيد الجمهور بن عمرو بن قيس بن معاوية بن جشم العطمي بن عبد شمس الملك بن وائل بن الغوث بن حمدان بن قطن بن عريب بن زهير بن أيمن بن الهميسع بن حمير بن سبأ، أو إلى الناحية المعروفة باسم شرعب، الواقعة جنوب مدينة تعز اليمنية، والتي سُمّيت نسبة إلى شرعب بن سهل.
- الموفق أبي الحسن علي بن محمد بن عمر الشرعبي الشافعي.
– المؤرخ عثمان بن محمد الشرعبي  صاحب كتاب (تراجم فقهاء مدينة تعز). وقد تقضت حياته في الدرس والتدريس، وكانت وفاته سنة 718هـ.
– الشيخ المقري شهاب الدين: أحمد بن محمد بن سعيد اليمني الشرعبي صاحب كتاب(تكملة في القراءات الثلاث) وكان حياً في حدود : سنة 830، ثلاثين وثمانمائة توفي : سنة 839
– الفقيه العلامة محمد بن زياد الوضاحي الشرعبي، سكن زبيد وصار مفتيها العامله له تصانيف، منها (شرح الهمزية) شرح طلبه الطلبه في طريق العلم لمنطلبه – كيف ترقى رقيك الانبياء – و(شرح الزبد) لأبن رسلان. وكان عارفاً بالحساب والفرائض له مصنفات فيهما / وتوفي سنة 1135هـ
– أنعم ناصر الشافعي الفرضي (1312 هـ – 1387هـ) أحد مراجعِ الشافعية، والمدرس في الحرم المكي، والمدرسة الصولتية ثم مدارس الفلاح.
– الشيخ عبد القادر دبوان الشرعبي أحد طلاب الشيخ عبدالله بن سعيد اللحجي (مفتي الشافعية بمكة المحمية) (1343 – 1410 هـ) وهو َانْعَمُ بن ناصر بن مدهش بن قائد بن محمد بن عثمان بن صلاح بن سليمان بن صلاح (ت 1084هـ) بن سلمان بن خالد الخالدي الشرعبي الحميري القحطاني. قحطاني من بني الخالدي وهي من قبائل شرعب الرونة.
– القاضي بلال الرعيني من قضاة العصر الحديث ، وهو احد خريجي معهد القضاء الاعلى في عام 2008م ، وهو حالياً يشغل قاضي في محكمة الاموال العامة في امانة العاصمة.
- الثائر عبود الشرعبي هو أحد الضباط الأحرار الذين أطلقوا شرارة ثورة 14 أكتوبر 1963م، التي استهدفت تحرير محافظات جنوب اليمن من الاحتلال البريطاني. شارك إلى جانب رفيقه الثائر غالب راجح لبوزه في قيادة النضال ضد المستعمر الإنجليزي، الذي حكم الجنوب عبر سلطنات وجعل من مدينة عدن قاعدة حيوية لعبور التجارة بين الهند وأوروبا عبر مضيق باب المندب، واستمر هذا الاحتلال نحو 139 عامًا كما لعبت جمهورية مصر العربية بقيادة الرئيس جمال عبد الناصر دورًا محوريًا في دعم الثورات الوطنية اليمنية، خصوصًا ثورتي 26 سبتمبر 1962 و14 أكتوبر 1963، عبر الدعم العسكري والسياسي لجبهة التحرير، التي اضطرت بريطانيا إلى الانسحاب منهية حكمها في جنوب اليمن.
- الثائرة تحفة حُبل هي شخصية وطنية بارزة من قبيلة شرعب، اشتهرت بدورها في مقاومة ظلم سلطة الإمامة في اليمن. حظيت بمكانة استثنائية بين أبناء شعبها نتيجة تعاملها معهم بطريقة بعيدًة عن الثنائية الطبقية السائدة آنذاك بين "الشيخ والرعية". تُعد تحفة حُبل أول امرأة قامت بمسيرة راجلة في مدينة تعز، حيث منعت تدفق الجبايات من مناطق شرعب إلى بيت المال، الأمر الذي جعل من قبيلتها خارج نطاق نفوذ الإمامة وعمالها.
أسهمت تحفة في حماية أرضها وقبيلتها من خلال شراء أسلحة متنوعة وتوزيعها على رجال شرعب، مما أثار خوف سلطات الإمامة من قوتها المسلحة ورفضها الخضوع لهم. وقد قامت بتحركات شعبية ضد عكفة، أحد وكلاء الإمامة في المنطقة، مما أضعف نفوذ الأخير وحجم تأثيره الشعبي.
بعد طردها لعكفة وعامله وانتصارها على الأعيان المحسوبين على الإمامة في منطقتها، التقت الأمام أحمد، الذي خاطبها رسميًا في رسالة (من الأمام الى تحفة حُبل) وتعهد فيها بإنصافها وحماية أملاكها وأملاك المواطنين في وضيحة شرعب السلام. كما تعهد بعدم تكرار تعسفات عكفة ضد المزارعين والعاملين في استصلاح الأرض، ما اعتُبر اعترافًا رسميًا بنفوذها وقوتها في قبيلة شرعب.
كما ان قبيلة شرعب لعبت دورًا محوريًا في دعم ثورة الفقيه سعيد "الهتار" ضد طغيان حكم الإمامة في محافظة إب وغيرها من المناطق الوسطى. تميز أبناء شرعب بمهاراتهم القتالية وشجاعتهم وإخلاصهم، فكونوا قوة عسكرية دعمت الثائر في مواجهة القبائل الغازية من بكيل وغيرها، التي استغلت ضعف الإمامة لممارسة الظلم ونهب ممتلكات الفلاحين.
وبحسب روايات ومصادر تاريخية، فقد تم إطلاق أناشيد وطنية مناصرّة للفقيه سعيد تقول من بينها:
«حيوا رجال شرعب … ذي جددوا المذهب … خلو السيوف تلعب … من سفح نعمان»
بعد انتصار الفقيه سعيد على تلك القبائل بدعم من أبناء شرعب، تلقّى ضربة قوية من الإمامة. كما تداول بعض المؤرخين وصفه بأنه قد استدعي إلى صنعاء لقتله ودفنه في الدنوة بعد مواجهات دامية ضد جيش الإمام.